# Instituto de Pesquisas e Estudos Sociais
El Instituto de Investigaciones y Estudios Sociales (en portugués: Instituto de Pesquisas e Estudos Sociais, IPES) fue una institución brasileña creada en el marco de la lucha anticomunista.
Fue fundado el 29 de noviembre de 1961 por Augusto Trajano de Azevedo Antunes y Antônio Gallotti, operó como uno de los principales catalizadores del pensamiento opositor al presidente João Goulart. Poco después de su fundación pasó a ser dirigido por el general Golbery do Couto e Silva, profesor de la Escola Superior de Guerra y estudioso de la geopolítica.
Recibió el apoyo de los políticos de la UDN y de sectores del PSD. Empresarios como Walther Moreira Salles, Mário Henrique Simonsen, Paulo Maluf, Augusto Frederico Schmidt, Alceu Amoroso Lima (pensador y escritor católico), entre tantos otros, militaron por el IPES. Recibió financiación de varias empresas: Refinaria União, Rio Light, Serviços Aéreos Cruzeiro do Sul, Icomi, Listas Telefônicas Brasileiras, además del político y banquero José de Magalhães Pinto.